# O Esconderijo
Hideaway (bra/prt: O Esconderijo) é um filme estadunidense de 1995, dos gêneros fantasia, suspense e terror, dirigido por Brett Leonard, com roteiro de Andrew Kevin Walker e Neal Jimenez baseado no romance Hideaway, de Dean Koontz.